# 큰줄무늬얼굴박쥐
큰줄무늬얼굴박쥐(Vampyrodes caraccioli)는 주걱박쥐과에 속하는 박쥐의 일종이다. 멕시코와 남부부터 볼리비아까지 그리고 브라질 북서부 그리고 트리니다드의 남아메리카와 중앙아메리카에서 발견된다. 큰줄무늬얼굴박쥐는 과식성 동물의 일종이다. 큰줄무늬얼굴박쥐속(Vampyrodes)의 유일종이다.